# Pikoveț, Babanka
Pikoveț (în ucraineană Піковець) este o comună în raionul Babanka, regiunea Cerkasî, Ucraina, formată numai din satul de reședință.

## Demografie
Componența lingvistică a comunei Pikoveț
     Ucraineană (95,74%)
     Rusă (3,86%)
     Alte limbi (0,13%)
Conform recensământului din 2001, majoritatea populației comunei Pikoveț era vorbitoare de ucraineană (95,74%), existând în minoritate și vorbitori de rusă (3,86%).